# Jasmina Ratsimiseta
Jasmina Ratsimiseta, född 1890, död 1946, var en madagaskisk poet, dramatiker, författare och journalist. Han drev bland annat tidningen Telegrafy. Som dramatiker uppmärksammades han för sin boulevardteater, som han skrev på malagassiska.

## Biografi
Ratsimiseta växte upp under franskt kolonialvälde, och tillhörde en generation madagaskiska kulturpersonligheter som drogs mellan en politisk patriotism och västerländska idéer och värderingar. Generationen har kallats för "de äldre", och innefattade utöver Ratsimiseta bland annat även Ny Avana Ramanantoanina, Alfred Ramandiamanana, Auguste Rajon, Ramaholimihaso. De banade vägen för bland annat Jean-Joseph Rabearivelo.
Ratsimiseta var engagerad i nationaliströrelsen Vy Vato Sakelika, som var förbjuden på Madagaskar under 1900-talets första hälft. Det ledde till att han 1916, tillsammans med många andra framstående malagassiska kulturpersonligheter, som poeterna Ny Avana Ramanantoanina och Edouard Andrainjafintrimo, sändes i exil.